# Nyírtelek
Nyírtelek è una città di 7.114 abitanti situata nella contea di Szabolcs-Szatmár-Bereg, nell'Ungheria nord-orientale.